# Millonario al instante
Taking Care of Business (Millonario al instante en español) es una película de comedia estrenada en 1990, y protagonizada por James Belushi y Charles Grodin. Fue dirigida por Arthur Hiller. La película fue lanzada en el Reino Unido bajo el nombre de Filofax.

## Argumento
Jimmy Dworski (Belushi), un ladrón de coches y fan de los Chicago Cubs, gana entradas para las World Series. Desafortunadamente, aun le quedan dos días para salir de la cárcel y el alcaide (Hector Elizondo) no le deja salir y volver. Con la ayuda de otros prisioneros, Jimmy organiza una revuelta para poder escaparse y ver el partido. En el camino, encuentra la agenda personal Filofax del ejecutivo publicitario Spencer Barnes (Grodin), quien promete una recompensa a quien la encuentre.
Al día siguiente, Jimmy asume la identidad de Barnes -alojándose en la casa de playa en Malibu del jefe de Spencer, ligando con la hija del jefe, incluso reuniéndose con el magnate de una poderosa empresa de comida japonesa, llamado Sakamoto (Mako).
El comportamiento inadecuado del "falso Spencer", como ganar al magnate en tenis y hablarle sobre la mala calidad de sus productos, llama la atención de Sakamoto. Sin embargo, las nada convencionales negociaciones con la empresa ofenden a algunos de los ejecutivos, arruinando la reputación de Spencer. Mientras tanto, con la pérdida de su agenda personal, el Spencer real está desesperado. Habiendo perdido toda su ropa, su coche y su dinero, tiene que depender de una antigua conocida de la universidad, la neurótica Debbie Lipton, que intenta reavivar una relación con él.
Finalmente, Jimmy y Spencer se encuentran en una reunión con los ejecutivos publicitarios, donde Spencer es despedido por su jefe. Como consolación, Jimmy lleva a Spencer a las World Series. Spencer arregla el matrimonio con su mujer, quien se había desesperado con su excesivo trabajo. Jimmy vuelve a prisión, pasa allí sus dos últimas horas y sale, encontrándose a Spencer que lo va a recoger. Éste le promete una hermosa novia y un trabajo bien pagado en la publicidad.

## Reparto
- James Belushi como Jimmy Dworski.
- Charles Grodin como Spencer Barnes.
- Mako como Mr. Sakamoto
- Héctor Elizondo como the Warden.
- Veronica Hamel como Elizabeth Barnes.
- Loryn Locklin como Jewel Bentley.
- Anne De Salvo como Debbie Lipton.
- Burke Byrnes como Prison Guard.

## Recepción
La película recibió críticas negativas, y tiene una puntuación de 25% en Rotten Tomatoes. Recaudó 20 millones de dólares en los Estados Unidos.

## Producción
Las escenas de béisbol de la película fueron grabadas en el Angel Stadium of Anaheim en California. 